# Penguin Tappers
Die Penguin Tappers aus Hemsbach sind die Tanzsportabteilung des TV Hemsbach 1891 e. V.
Schwerpunkt der Abteilung ist der Stepptanz. Es werden aber auch andere Tanzstile, wie z. B. Ballett, Jazz oder Orientalischer Tanz, angeboten. Innerhalb des Stepptanzes liegt der Schwerpunkt auf dem Formationstanz, mit dem die Penguin Tappers internationale Erfolge erzielen konnten. Mit 106 Deutschen Meisterschaften und 14 Weltmeistertiteln (über alle Klassen) sind die Penguin Tappers das erfolgreichste deutsche Tanzensemble im Bereich Stepptanz (Stand 29. September 2024).

## Geschichte
1984 gründete die Sportlehrerin Marianne Heinrich am Bildungszentrum Hemsbach eine Tanz-AG, schon damals mit dem Schwerpunkt auf Formationstanz, zu Beginn noch Rock ’n’ Roll. Es folgten in den folgenden Jahren Auftritte bei lokalen Festen und Veranstaltungen auch außerhalb der Schule. Der Erfolg dieser Arbeitsgemeinschaft sprengte im Laufe der Zeit die rein schulische Arbeit. Der TV Hemsbach 1891 gründete darauf im Jahr 1988 die Stepptanzabteilung, die von da an unter dem Namen Penguin Tappers auftrat und an nationalen und internationalen Meisterschaften teilnahm.
Um an der Deutschen Meisterschaft für Formationen teilnehmen zu dürfen, musste sie Mitglied im Allgemeinen Deutschen Tanzlehrerverband (ADTV) sein. Darum schlossen sich die Penguin Tappers 1991 der ADTV Tanzschule Nuzinger in Heidelberg an, blieben aber weiterhin eine Abteilung des TV Hemsbach.
Seit es die Deutschen Meisterschaften gibt (1992), war die Hauptklasse-Formation immer unter den drei Erstplatzierten und qualifizierte sich damit auch für die seit 1995 stattfindenden Weltmeisterschaften. Zur Mannschaft, die 2009 den Weltmeisterschaftstitel gewann, gehörte unter anderem auch Mai Thi Nguyen-Kim.
1996 wechselte die Gruppe zur Tanzschule Hammersdorf in Weinheim, um weiter an den Meisterschaften teilnehmen zu können.
Seit 2008 treten die Penguin Tappers regelmäßig auf der Welttanzgala im Kurhaus in Baden-Baden auf. 2013 nahmen sie an der TV Show Got to Dance teil und erreichten das Finale.
Die Penguin Tappers sind ein eingetragener Verein, in dem – und das ist einzigartig – alle Altersklassen von Schülern bis Hauptklasse II sowie Breitensport wie auch internationaler Spitzensport auf professionellem Niveau vertreten sind. Sie treten gegen professionelle Tanzschulen sowie Nationalteams u. a. aus USA, Kanada und anderen Nationen an.

## Altersklassen und Gruppen
Im Stepptanz werden je nach Alter unterschiedliche Klassen gebildet, die in den Bereichen Solo, Duo, Trio, Small Group (4 bis 7 Tänzer) und Formation (8 bis 24 Tänzer) starten. Eine Sonderstellung hat die Production. Hier werden alle Altersklassen gemischt und es gibt keine Obergrenze bezüglich der Anzahl der Tänzer. Im Bereich Solo wird zwischen männlich und weiblich getrennt, alle anderen Gruppen sind gemischt. Die Penguin Tappers starten bei den Meisterschaften in der Regel in allen Altersklassen und Gruppen.
Die Altersklassen im Bereich der Formationen setzen sich wie folgt zusammen:
| Gruppe       | Alter                    |
| ------------ | ------------------------ |
| Kinder       | bis 12 Jahre             |
| Junioren     | 13 bis 16 Jahre          |
| Erwachsene 1 | 17 Jahre nach oben offen |
| Erwachsene 2 | 31 Jahre nach oben offen |

## Erfolge im Stepptanz

### Formationen
| Formation     | Titel             | Erfolgsjahr                                                      |
| ------------- | ----------------- | ---------------------------------------------------------------- |
| Hauptklasse 1 | Weltmeister       | 2009, 2015                                                       |
| Hauptklasse 1 | Deutscher Meister | 1993, 1994, 2003, 2004, 2007, 2008, 2013 bis 2017, 2022 bis 2024 |
| Hauptklasse 2 | Weltmeister       | 2010, 2013 bis 2017, 2019, 2022 bis 2024                         |
| Hauptklasse 2 | Deutscher Meister | 2003 bis 2005, 2010, 2012 bis 2017,, 2022 bis 2024               |
| Junioren      | Weltmeister       | 2013                                                             |
| Junioren      | Deutscher Meister | 2009 bis 2011, 2013 bis 2016, 2018, 2019,2023 bis 2024           |
| Schüler       | Weltmeister       | 2019                                                             |
| Schüler       | Deutscher Meister | 1999 bis 2002, 2011 bis 2019, 2022 bis 2024                      |
| Production    | Deutscher Meister | 2018                                                             |

### Small Groups
| Gruppe        | Titel             | Erfolgsjahre                                     |
| ------------- | ----------------- | ------------------------------------------------ |
| Hauptklasse 1 | Deutscher Meister | 2022                                             |
| Hauptklasse 2 | Deutscher Meister | 2013                                             |
| Junioren      | Deutscher Meister | 2009, 2013 bis 2015, 2017 bis 2019,2023 bis 2024 |
| Schüler       | Deutscher Meister | 2009, 2015, 2017 bis 2018, 2022 bis 2023         |

### Trio
| Trio          | Titel             | Erfolgsjahre     |
| ------------- | ----------------- | ---------------- |
| Hauptklasse 1 | Deutscher Meister | 2015             |
| Junioren      | Deutscher Meister | 2007, 2011, 2014 |
| Schüler       | Deutscher Meister | 2011,2023        |

### Duo
| Duo           | Titel             | Erfolgsjahre                      |
| ------------- | ----------------- | --------------------------------- |
| Hauptklasse 1 | Deutscher Meister | 2012, 2013                        |
| Junioren      | Deutscher Meister | 2004, 2012 bis 2014,2023 bis 2024 |
| Schüler       | Deutscher Meister | 2008, 2014, 2015, 2017,           |

### Solo (Weiblich)
| Solist   | Titel             | Erfolgsjahre                    |
| -------- | ----------------- | ------------------------------- |
| Junioren | Deutscher Meister | 2019, 2022, 2024                |
| Schüler  | Deutscher Meister | 2008, 2010, 2015, 2022 bis 2024 |

### Auszeichnungen
11. Juni 2018 – Badischer Sportbund – Siegerverein „Talentförderung im Sport“